# タギー

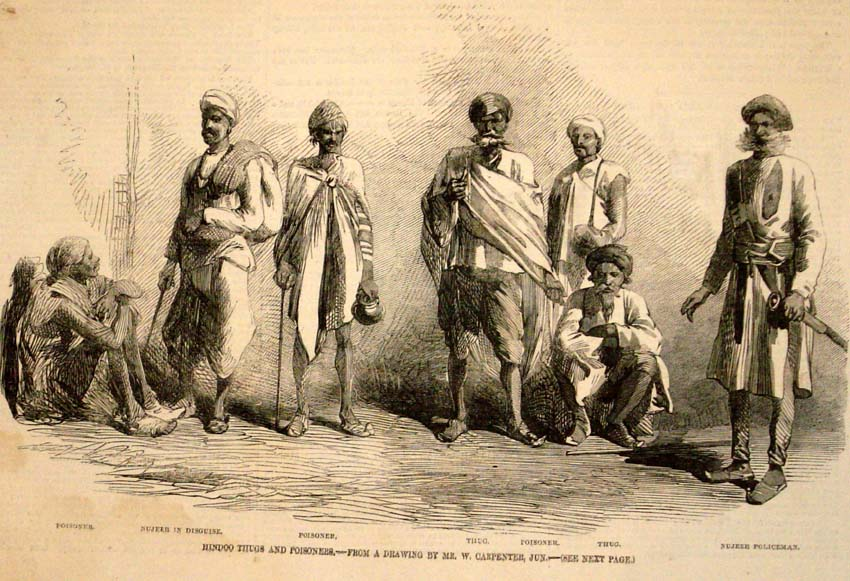
1857年にイラストレイテド・ロンドン・ニュースに掲載されたタギーのイラスト。

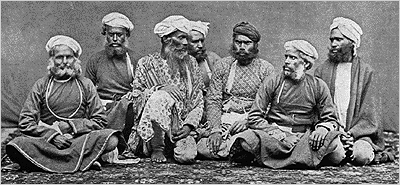
タギーのメンバーとされる写真。1863年頃、撮影者不明

タギー(英：Thuggee）は、インドの歴史における、組織化された強盗や殺人犯のギャング集団の行為に付けられた呼び名である。彼らはインド亜大陸を集団で旅していたと言われ、犠牲者をルマールで絞殺し、それはカーリー女神への崇拝の一形態だと信じられていた。ハルジー朝、ムガル帝国、イギリス領インド帝国などの権力者はタギーの犯罪行為に手を焼いたと考えられていた。しかし、現代の学問ではタギーという概念に対して懐疑的な見方が強まっており、存在自体が疑問視されており、多くの歴史家は、この概念はイギリス植民地政権の発明であると説明している。

## 概要
タギーのメンバーの多くは世襲であり、情報を秘匿するために仲間との意思疎通には独自の言語を用いていた。カーリーを崇める一方で宗教には寛容で、イスラム教徒もメンバーに含まれており、イスラム教徒とヒンドゥー教徒の比率はほぼ同等であった。ターゲットは宗教や貧富に関わりなく選ばれたが、旅の商人の一行に紛れ込み、仲間が気を逸らせている間に音もなく血も流さず殺し、荷物を奪うことを常套とした。
タギーはカーリーへの供物として全ての信者に毎年1人以上の殺人を義務付けた。タギーの教義では、血はカーリーに捧げるものとされ流血を禁じていたため、殺害の際には絞殺に限った。
黄色いスカーフでの絞殺を得意とした。黄色いスカーフを使うのは、ヒンドゥー教の死の女神カーリーの神話による。カーリーがアスラのラクタヴィージャを倒す際、2人の人間にスカーフの切れ端を与え、ラクタビージャの首を絞めさせたという。
凶器がスカーフということは、持ち物の中に発見されても罪に問えない利点もあった。タギーはこうして蓄えた富で組織の維持を図り、また各地の有力者に財貨を送り、組織の安全を図ったとされている。

## 歴史
タギーの歴史上の最古の記録は、イスラムの歴史家ズィヤー・ウッディーン・バラニーが1356年に著した『フィールーズシャーの歴史』の中に現れている。1550年に結成され、1853年に壊滅するまで、少なくとも200万人が殺害されたと推測されている。
イギリス領時代の19世紀半ば、植民地政府の役人で軍人のウィリアム・ヘンリー・スリーマン（William Henry Sleeman）が、イギリス統治下でも長くインド人の迷信と存在が信じられなかったタギーの実態を幾度にも渡る暗殺の危機にさらされながら暴き、1835年から自らがその撲滅の責任者となり2年間に渡る掃討作戦でタギーは壊滅した。逮捕されたメンバーの中には、1840年に刑死したベーラムという男が50年間に渡る犯行で931人の殺害に関与したと伝えられており、ギネスブックにも記載されている。
スリーマンの提出した詳細な報告書はイギリス本国の人々にリアルな殺人者たちの告白集として驚きと興奮を与え、タギーの名を借りた人種差別的な伝説が捏造されるようになった。マーク・トウェインもエッセイ『赤道に沿って』（1897年）の中で、タギーの魅力に取り憑かれたと告白している。

## 小説
- 『蛇の王 ナーガ・ラージ』東郷隆、2005年、集英社
- 『カーリー女神の戦士』山際素男、1989年、三一書房

## 漫画
- 『マギー’Ｓ犬（ドッグ）』小池一夫・叶精作
- 『デュエット』小池一夫・井上紀良
- 『サムライ・ラガッツィ -戦国少年西方見聞録-』金田達也
- 『アマポーラ』流矢カイル・大古田裕

## 映画
- 『インディ・ジョーンズ/魔宮の伝説』